# 埃米尔·安德松
埃米尔·安德松（瑞典語：Emil Andersson，1993年4月29日—），瑞典男子乒乓球运动员。他曾代表瑞典参加2012年、2016年和2020年夏季残疾人奥林匹克运动会乒乓球比赛，获得一枚银牌和一枚铜牌。